# Sparisoma
Sparisoma es un género de peces de la familia Scaridae en el orden de los Perciformes.

## Especies
Las especies de este género son:
- Sparisoma amplum (Ranzani, 1842)
- Sparisoma atomarium (Poey, 1861)
- Sparisoma aurofrenatum (Valenciennes, 1840)
- Sparisoma axillare (Steindachner, 1878)
- Sparisoma choati (Rocha, Brito & Robertson, 2012)
- Sparisoma chrysopterum (Bloch & Schneider, 1801)
- Sparisoma cretense (Linnaeus, 1758)
- Sparisoma frondosum (Agassiz, 1831)
- Sparisoma griseorubrum (Cervigón, 1982)
- Sparisoma radians (Valenciennes, 1840)
- Sparisoma rocha (Pinheiro, Gasparini & Sazima, 2010)
- Sparisoma rubripinne (Valenciennes, 1840)
- Sparisoma strigatum (Günther, 1862)
- Sparisoma tuiupiranga (Gasparini, Joyeux & Floeter, 2003)
- Sparisoma viride (Bonnaterre, 1788)